# 尾仲浩二
尾仲 浩二（おなか こうじ、1960年（昭和35年）1月6日 - ）は、日本の写真家。
1980年代後半より、自主ギャラリーでの連続個展や、旺盛な写真集の出版活動を通じて、作品を発表している。写真家北島敬三に写真のモダニズムへの反抗と評された。

## 略年譜
- 1960年 - 福岡県直方市に生まれる。
- 1982年 - 東京写真専門学校（現・東京ビジュアルアーツ）卒業後、イメージショップ「CAMP」に参加。
- 1988年4月1日 - 自主ギャラリー「街道」を西新宿にオープン。
- 1992年 - 写真集『背高あわだち草』で写真の会賞を受賞。
- 2002年 - 東川賞新人作家賞を受賞。
- 2006年 - 日本写真協会賞新人賞を受賞。

## 写真集
- 背高あわだち草（1991年、蒼穹舎）
- 遠い町・DISTANCE（1996年、mole）
- Tokyo Candy Box（2001年、ワイズ出版）
- hysteric Five（2001年、ヒステリックグラマー）
- slow boat（2003年、蒼穹舎）
- Latvia,Spain（2005年、EU・ジャパンフェスト）
- GRASSHOPPER（2006年、冬青社）
- DRAGONFLY（2007年、冬青社）
- The Dog in France（2008年、蒼穹舎）
- 海町（2011年、スーパーラボ）